# Månsjön (Frötuna socken, Uppland)
Månsjön är en sjö i Norrtälje kommun i Uppland och ingår i Norrtäljeån-Åkerströms kustområde.